# Tolfa
Tolfa és un comune (municipi) de la ciutat metropolitana de Roma, a la regió italiana del Laci. L'1 de gener de 2018 tenia 5.006 habitants.
Tolfa limita amb els municipis següents: Allumiere, Blera, Bracciano, Canale Monterano, Cerveteri, Manziana, Monte Romano, Santa Marinella, Tarquinia i Vejano.

## Història
Tolfa és una ciutat d'origen medieval a l'òrbita de Viterbo. Va ser acceptada als Estats Pontificis i atorgada primer a la família Capocci, i després als nobles romans Ludovico i Pietro Frangipani, que van construir les muralles. Tolfa va aconseguir una importància sobtada després del descobriment el 1461 de grans dipòsits d'alunita, la font de l'alum, amb el resultat que el control directe va ser assumit per la Cambra Apostòlica, després d'alguns enfrontaments amb els Frangipani. L'alum era un mordent essencial en la indústria tèxtil, que era central per a l'economia italiana de l'època. Prèviament, els únics subministraments d'alum s'havien importat d'Orient, a partir de fonts controlades pels otomans, a través de Venècia, que en van obtenir grans beneficis. De sobte, el monopoli de l'alum es va desplaçar cap al papat, que controlava Tolfa; el Papa Pius II va posar la seva distribució únicament a les mans dels Medici, amb la idea que els ingressos d'aquest monopoli haurien de dedicar-se a la "Res Publica Christiana", ja que l'infidel turc, eufòric per les seves victòries, amenaçava de devorar la cristiandat. Més tard, el monopoli en l'extracció d'alum a Tolfa va passar com a regal papal a Agostino Chigi.
El 1530, el Papa Climent VII va concedir l'estatus de comune a Tolfa, que havia crescut fora de les seves muralles medievals. En èpoques posteriors, Tolfa va continuar amb l'extracció d'alum. Prop de la mina, es va construir el poble d'Allumiere, que es va convertir en una comuna autònoma el 1826.

## Llocs d'interès
- Restes de les muralles i del castell dels Frangipani (Rocca di Tolfa) destruït per les tropes franceses el 1799 després que la ciutat es rebel·lés contra la República Romana.
- Edifici de l'Ajuntament, que acull una col·lecció d'antiguitats etrusques i romanes descobertes a la zona.
- Església de Sant'Egidio Abate.
- Convent dels Agustinians (principis del segle xvi). Actualment acull la biblioteca municipal i el museu cívic.
- Castell de Rota.

## Ciutats agermanades
- Dingle, Irlanda
- Għajnsielem, Malta
- Salobreña, Espanya
- Slovenske Konjice, Eslovènia